# Resolució 1202 del Consell de Seguretat de les Nacions Unides
La Resolució 1202 del Consell de Seguretat de les Nacions Unides, adoptada per unanimitat el 15 d'octubre de 1998 després de reafirmar la resolució 696 (1991) i totes les resolucions posteriors sobre Angola, inclosa la 1196 (1998) el Consell va ampliar el mandat de la Missió d'Observadors de les Nacions Unides a Angola (MONUA) fins al 3 de desembre de 1998.
El Consell de Seguretat va reafirmar que els acords de pau, el Protocol de Lusaka i les resolucions pertinents del Consell de Seguretat formaven la base del procés de pau a Angola. Per això, va demanar a la comunitat internacional, especialment els països que podrien influir en Jonas Savimbi, el líder d'UNITA, per persuadir el moviment per avançar cap a la pau i la reconstrucció del país.
La resolució va reiterar que la principal causa de la crisi política a Angola va ser el fracàs d'UNITA de complir amb les seves obligacions en virtut d'acords de pau i resolucions del Consell de Seguretat. A més, va exigir que completés la desmilitarització de les seves forces i es retirés dels territoris que ocupava per mitjans militars; no hi podia haver una solució militar al conflicte i es va instar a ambdues parts a buscar un acord polític.
Després d'ampliar el mandat de MONUA, el Consell va declarar que es podia desplegar segons fos necessari d'acord amb el procés de pau. Es va instar a UNITA a transformar-se en una partit polític i s'havien de respectar els drets humans i les autoritats legals. El Consell va destacar la situació humanitària del país, en particular els 1.3 milions de persones desplaçades i la manca d'accés humanitari als grups vulnerables.
Recordant que els països havien de complir amb les resolucions 864 (1993), 1127 (1997) i la 1173 (1998), el Consell de Seguretat va demanar més investigacions sobre els informes que Jonas Savimbi havia viatjat fora d'Angola (a Uganda i Togo) i les forces de la UNITA havien rebut transferències il·lícites d'armes i entrenament militar violant les resolucions esmentades.
Finalment, el Consell va lamentar el fatal accident d'un avió de passatgers rus a la província de Malanje i va demanar a Angola que realitzés una investigació exhaustiva sobre la causa de l'incident. Suposadament UNITA era responsable de disparar l'avió.